# Lijst van spelers van Ajax (vrouwen)
Dit is een lijst van voetballers die minimaal één officiële wedstrijd hebben gespeeld in het eerste elftal van de Nederlandse vrouwenvoetbalclub Ajax.

## A
- Nicky Van Den Abbeele
- Lucie Akkerman
- Jamie Altelaar
- Daria Antończyk

## B
- Eshly Bakker
- Linda Bakker
- Sabine Becx
- Marjolijn van den Bighelaar
- Annebel ten Broeke
- Stephanie Bukovec

## D
- Lauren Delleman
- Samantha van Diemen
- Caitlin Dijkstra
- Claire Dinkla
- Merel van Dongen
- Lisa Doorn
- Chelly Drost

## E
- Regina van Eijk
- Kika van Es

## F
- Sisca Folkertsma

## G
- Stefanie van der Gragt
- Rosa van Gool
- Chasity Grant

## H
- Jip van Haaster
- Betsy Hassett
- Claudia van den Heiligenberg
- Isabelle Hoekstra
- Tiny Hoekstra
- Petra Hogewoning
- Maxime Hoksbergen
- Anouk Hoogendijk
- Lieke Huls

## J
- Bente Jansen
- Ellen Jansen

## K
- Inessa Kaagman
- Julia Kagie
- Isa Kardinaal
- Milicia Keijzer
- Lindsey Keizerweerd
- Lotte Keukelaar
- Daliyah de Klonia
- Lize Kop
- Daphne Koster
- Elisha Kruize

## L
- Romée Leuchter
- Vanity Lewerissa
- Vita van der Linden
- Desiree van Lunteren

## M
- Carmen Manduapessy
- Suzanne Marees
- Alex Melin
- Tessel Middag
- Liza van der Most
- Kim Mourmans
- Marthe Munsterman

## N
- Nadine Noordam
- Danique Noordman

## O
- Nienke Olthof
- Loïs Oudemast (Loïs Schenkel)

## P
- Toni Payne
- Victoria Pelova
- Davina Philtjens
- Marlous Pieëte

## Q
- Paulina Quaye

## R
- Lucienne Reichardt
- Chantal de Ridder
- Line Røddik Hansen
- Ana Romero
- Babiche Roof
- Donna van Rossum
- Laura Du Ry

## S
- Quinty Sabajo
- Iina Salmi
- Kay-lee de Sanders
- Eli Sarasola
- Romy Scherpenzeel
- Aukje van Seijst
- Whitney Sharpe
- Sherida Spitse
- Leonne Stentler
- Iris Stiekema

## T
- Pascalle Tang
- Danique Tolhoek
- Nikita Tromp

## U
- Marieke Ubachs

## V
- Roos van der Veen
- Jonna van de Velde
- Vesna Veltrop
- Soraya Verhoeve
- Mandy Versteegt
- Lucie Voňková
- Dominique Vugts

## W
- Dionne van der Wal
- Lysanne van der Wal
- Ashleigh Weerden
- Kirsten van de Westeringh

## Y
- Lily Yohannes

## Z
- Kelly Zeeman